# Aeptencyrtus
Aeptencyrtus is een geslacht van vliesvleugeligen uit de familie Encyrtidae. De wetenschappelijke naam van dit geslacht is voor het eerst geldig gepubliceerd in 1964 door De Santis.

## Soorten
Het geslacht Aeptencyrtus is monotypisch en omvat slechts de volgende soort:
- Aeptencyrtus bruchi (De Santis, 1957)